# Jens Nowotny
Jens Nowotny, född 11 januari 1974, är en tysk före detta professionell fotbollsspelare (mittback) som mellan 1997 och 2006 spelade 48 landskamper och gjorde ett mål för det tyska landslaget. 
Nowotny spelade för Karlsruher SC innan han kom till Bayer Leverkusen 1996. Där spelade han tio säsonger.  Med landslaget deltog Nowotny i EM 2000 och EM 2004 samt VM 2006. Under sin karriär drabbades han ofta av skador och i januari 2007 meddelade han att han avsåg att sluta.

## Meriter
- Landslagsspelare
- EM i fotboll: 2000, 2004
- VM i fotboll: 2006